# Грубер, Августин Йоганн Йозеф
Августин Йоганн Йозеф Грубер (нем. Augustin Johann Joseph Gruber, 23.06.1763 г., Австрийская империя — 28.06.1835 г., Зальцбург, Австрийская империя) — епископ Любляны с 22 июля 1816 по 17 февраля 1823 года, архиепископ Зальцбурга с 17 февраля 1823 по 28 июня 1835 года, религиозный писатель.

## Биография
В 1780 году Августин Грубер вступил в монашеский орден августинцев, из которого вышел в 1782 году, чтобы обучаться в венской семинарии. 2 ноября 1788 года был рукоположён в диаконы и 9 ноября 1788 года — в священники. C 1806 года был канцлером венской архиепархии. В 1813 году Августин Грубер защитил научную степень доктора богословия.
25 июня 1815 года австрийские власти назначили Августина Грубера на кафедру Любляны. 22 июля 1816 года Римский папа Пий VII утвердил назначение Августина Грубера. 8 сентября 1816 года состоялось рукоположение Августина Грубера в епископы, которое совершил венский архиепископ Зигизмунд Антон фон Хохенварт SJ в сослужении с епископом Санкт-Пёльтена Йоганном Непомуком фон Данкесрейтером и епископом Бакэу Джузеппе Бонавентурой Берарди OFM.
17 февраля 1823 года был назначен архиепископом Зальцбурга.
Августин Грубер написал несколько религиозных книг, среди которых самой известной является «Katechetische Vorlesungen ueber des hl. Augustinus Buch: Von der Unterweisung der Unwissenden in der Religion» (Salzburg 1830).
Скончался 28 июня 1835 года в Зальцбурге и был похоронен в зальцбургском соборе.